# Glamping
Glamping – zbitka angielskich słów glamorous (ekskluzywne, czarujące) i camping (biwak), oznaczająca luksusowy kemping, czyli w wygodnym miejscu i często z dodatkiem usług hotelarskich. Ten styl uprawiania turystyki zyskuje na popularności w XXI wieku, gdy turyści szukają wolności kojarzonej z dziką przyrodą i jednocześnie nie chcą rozstawać się z wygodą, do jakiej przyzwyczaiły ich centra turystyczne.

## Historia
Słowo to zaczęło być używane w Wielkiej Brytanii ok. 2005 roku. 